# Inscrições de Bryggen

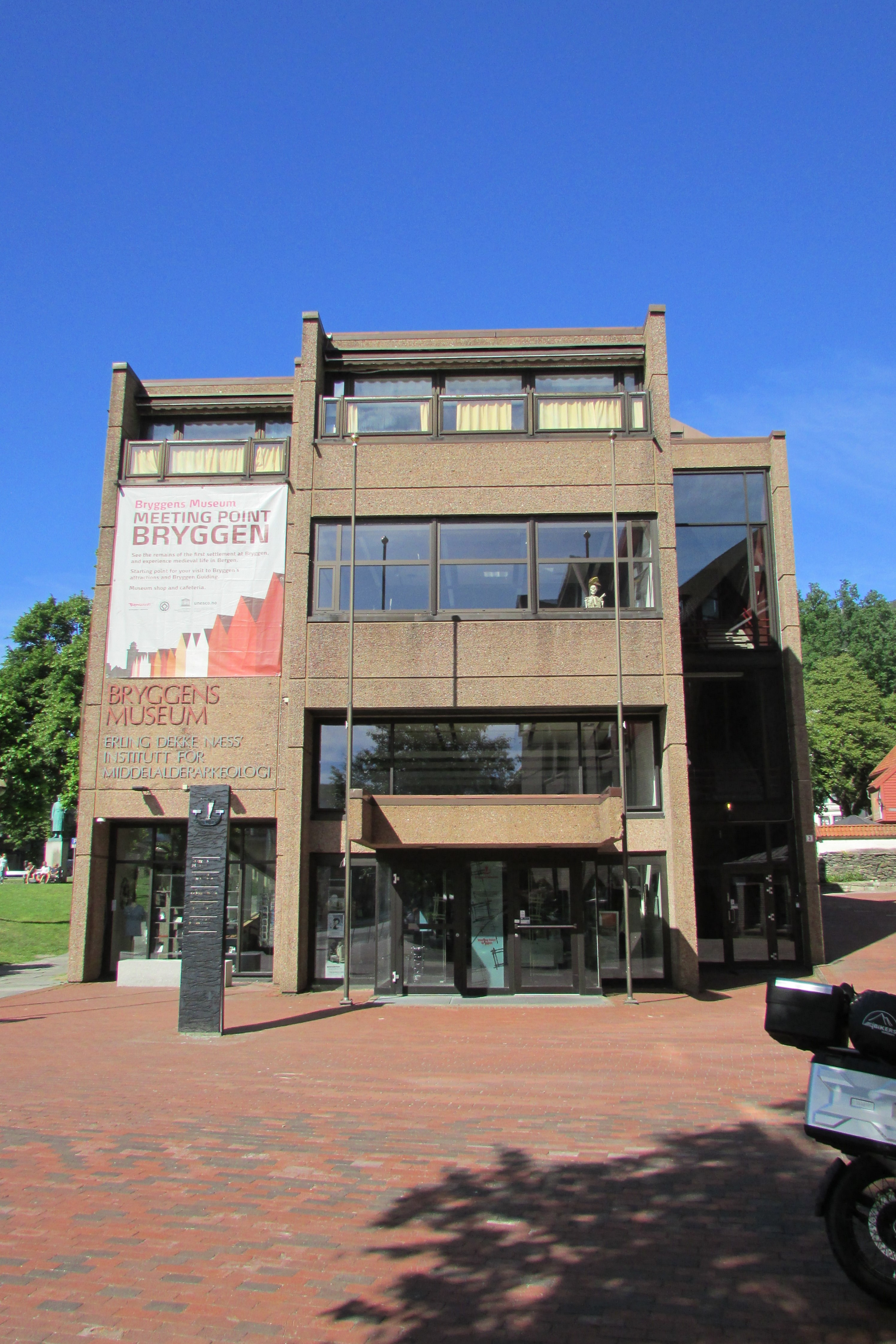
Bryggens Museum, local onde a maioria dos achados estão armazenados.

As inscrições de Bryggen são um achado de cerca de 670 inscrições rúnicas medievais em madeira (principalmente pinho) e osso encontradas de 1955 em diante após um incêndio em Bryggen (e seus arredores) em Bergen, Noruega. Antes da descoberta dessas inscrições, havia dúvidas se as runas eram usadas para qualquer outra coisa além de inscrições de nomes e frases solenes. A descoberta de Bryggen mostrou o uso cotidiano que as runas tinham nessa área e, presumivelmente, também em outras partes da Escandinávia. Outro aspecto importante da descoberta foi o fato de que muitas das inscrições eram, obviamente, pelo menos tão recentes quanto o século XIV. Anteriormente, acreditava-se que o uso de runas na Noruega havia se extinguido muito antes.
As inscrições têm números para os achados de Bergen, em sua maioria começam com um “B” seguido de três números.
Muitas das inscrições seguem a fórmula Eysteinn á mik (Eysteinn me possui, B001) e provavelmente eram usadas como marcadores de propriedade. Algumas contêm mensagens curtas de diferentes tipos, como Ást min, kyss mik (meu amor, me beije, B017) e outras têm mensagens mais longas, como cartas comerciais e pedidos. Outros ainda contêm inscrições religiosas curtas, geralmente em latim, como Rex Judæorum In nomine Patris Nazarenus (B005) e podem ter sido usados como amuletos.
Atualmente, as inscrições são mantidas no Bryggens museum, em Bergen, e algumas estão em exibição.

## Runas no cotidiano

### Runas na vida cotidiana
As runas encontradas em Bergen fornecem muitas informações sobre seu uso. Apesar desse período tardio de origem, esses achados estão registrados em uma escrita aparentemente extinta. No entanto, muitos anos depois que a escrita rúnica foi substituída pelo alfabeto latino, e apesar da percepção de parte da sociedade de que as runas eram sinais mágicos pagãos, verifica-se que elas eram usadas na vida cotidiana. A descoberta de Bergen mostra que a escrita era usada não apenas para pedras decoradas deixadas como lembrança do falecido ou de um evento importante, mas também para notas curtas que tinham um uso prático no momento e depois não tinham mais valor. Diferentes formas de abreviar o texto, como ligaduras ou runas encadernadas, eram usadas devido ao espaço limitado, elas se distinguiam dos escritos formais, que, na época, eram em sua maioria redigidos em latim, usando o alfabeto latino.

### Runas no comércio
Entre as runas de uso cotidiano, é feita uma distinção entre as relacionadas ao comércio e as usadas para marcar a propriedade. O uso de formas semelhantes a escritas para marcar o proprietário ou criador de um objeto remonta à antiga Mesopotâmia, mas também na Europa medieval, eram usadas as chamadas marcas de casa. Essas runas geralmente são apenas um nome e informações sobre a propriedade, embora possam ser complementadas com informações sobre o tipo de mercadoria, que era usado para evitar substituições ou roubos.
Às vezes, eram placas com um furo para prender um cordão ao item que estava sendo descrito. Os nomes eram geralmente noruegueses, mas também havia nomes estrangeiros como “Heinrik” ou “Bótleifr”. Isso indica contatos comerciais com outros países, o que também é confirmado pelo fato de Bergen ser uma cidade hanseática. Um uso mais complexo das runas no comércio era a contabilidade e a correspondência. Para essa finalidade, as placas rúnicas eram mais adequadas do que o pergaminho e a tinta comumente usados na época, pois esses materiais eram caros e a placa de madeira podia ser usada repetidamente, depois que a camada com o texto antigo fosse removida. Como exemplo do uso de runas no conceito mais amplo de comércio, estão as runas B448, na qual está escrito uma ordem de compra e a N648 com uma solicitação de prorrogação de prazo para o pagamento de dívidas.

### Runas na poesia
A poesia, ou textos artísticos de vários tipos, também aparece entre os achados rúnicos em Bergen. Esses textos abrangiam uma ampla gama de tópicos, desde inscrições religiosas até referências à cultura antiga do sul da Europa e peças eróticas. Particularmente comum é uma citação da Eneida de Virgílio, proclamando o ensinamento “o amor tudo vence”. Esse texto pode ser encontrado em uma variedade de objetos e também ocorreu em combinação com textos escritos em nórdico antigo, como na inscrição B145:
Fell til fríðrar þellu fárligrar mér árla fiskáls festibála forn byrr hamarnorna;
þeim lundi hefir Þundar þornlúðrs jǫlunbúðar glauma gýgjartauma
galdrs fastliga haldit. Omnia vincit Amor, et nos cedam[us] Amori.
galdrs fastliga haldit. Omnia vincit Amor, et nos cedamus Amori.
A Runa B011, cujo texto é transcrito como felleg er fuþ sin bylli fuþorglbasm, pode ser considerada um exemplo de poesia erótica. Essa peça se refere aos órgãos reprodutivos masculino e feminino. A inscrição B257 contém uma peça mais longa, que é um poema de amor ou encantamento, muito semelhante em conteúdo ao poema eddaico Skírnismál, especificamente a estrofe 36.

### Inscrições de amor
As inscrições de amor podem ser feitas de duas formas. Uma delas é como uma ordem direta, como em Kyss þú mik ("Beije-me"), ou pode incluir quem deve realizar a ação, como em Ást min, kyss mik ("Meu amor, me beije"). Às vezes, "meu amor" é substituído por um nome específico, como em Unn þú mér, ann ek þér. Gunnhildr! Kyss mik. Kann ek þik. ("Se você me ama, então eu te amo. Gunnhildr! Beije-me, eu lhe conheço bem."). Nesse caso, a ordem é acompanhada de uma confissão de amor, que também é comum nesse tipo de inscrição.

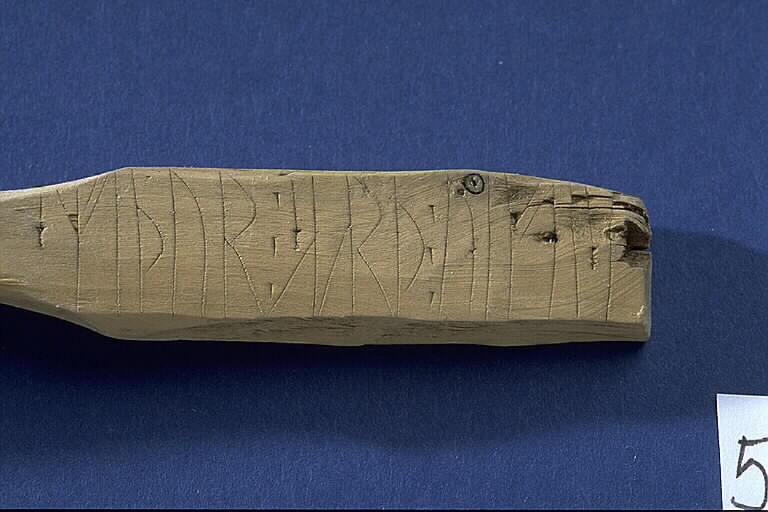
Inscrição N B039 contando uma fofoca sobre um caso entre duas pessoas.

As confissões de amor podem ser mais detalhadas e românticas, como em Byrli minn! Unn mér! Ann ek þér af ástum ok af ǫllum huga ("Meu amor, me ame! Eu te amo com todo o meu coração e toda a minha mente"). Em alguns casos, as inscrições falam até de traição, como em Ann ek svá konu manz at mér þykkir kaldr eldr. En ek em vinr vífs þessa ("Eu amo tanto a esposa daquele homem que o fogo parece frio para mim. E eu sou o amante daquela mulher").
As expressões de afeto se tornaram uma forma popular de fofoca, e em Bergen, na Idade Média, as notícias amorosas eram frequentemente comunicadas por inscrições rúnicas. Um exemplo é Smiðr sarð Vigðisi af snældubeinum ("O ferreiro dormiu com Vigdis da família Sneldebein").

### Inscrições na forma de amuletos
Inscrições rúnicas cuja característica comum é uma inscrição que consiste em uma sequência de todos os caracteres do futhark recente ou de suas seis runas iniciais. Esse tipo de inscrição é considerado uma forma de encantamento e, ao mesmo tempo, demonstra que a crença no poder divino das runas era amplamente cultivada na Bergen medieval. Alguns dos bastões com um orifício sugerem seu uso como amuletos pendurados no pescoço. Os encantamentos rúnicos podem ocorrer isoladamente, como na inscrição de amor B017; Ást min, kyss mik (“Meu amor, me beije”). ou em combinação com outros tipos de inscrição, por exemplo, uma sequência de todos os caracteres do futhark recente pode ser encontrada na parte de trás de um bastão com a inscrição B086; Fuþorkhniastbmly. Os feitiços também eram criados com a repetição de uma única runa ou uma composição de várias runas que não era uma palavra. Parte das inscrições são orações cristãs, muitas vezes em latim, por exemplo, B005; Rex Judæorum In nomine Patris Nazarenus ("Rei dos judeus em nome do Pai de Nazaré") ou invocações a santos, como a B106; O Alpha, Christus et Alpha Jesus et Maria, Marcus, Mattheus, Lucas, Johannes, Mattheus, Lucas ("O Alfa, Cristo e Alfa. Jesus e Maria. Marcos, Mateus, Lucas, João, Mateus, Lucas."). Também era comum criptografar inscrições para proteger seu poder mágico de pessoas não autorizadas.

## Exemplos encontrados em Bryggen ou nas proximidades
| B #  | Texto transliterado | Texto normalizado | Tradução em Português | Objeto de inscrição                                                  | Links de imagens externas |
| ---- | --- | --- | --- | -------------------------------------------------------------------- | ------------------------- |
| B001 | øystein:ami hærmaþr haæþrmþr hærmaþr maria | Eysteinn á mi[k] Herrmaðr Maria. | Eystein é meu dono guerreira guerreira guerreira Maria | Runekjevle (pedaço de madeira que era utilizado na escrita de runas) | Imagem                    |
| B003 | auema | Ave Maria (latim) | Ave Maria | Chapa de madeira                                                     | Imagem                    |
| B004 | io(an)a | Jóhann á | João possui | Crânio de morsa                                                      | Imagem                    |
| B005 | rexiudeorum innomini patrisnazarenus | Rex Judæorum In nomine Patris Nazarenus | Rei dos judeus em nome do Pai de Nazaré | Parte de uma pequena cruz de madeira                                 | Imagem                    |
| B007 | a(ue)m(ar)ia | Ave Maria (latim) | Ave Maria | Fundo de uma tigela de madeira                                       | Imagem                    |
| B009 | 3/1 3/2 3/3 3/4 3/5 = fuþor þbiss | Fuþor | Fuþor | Tigela de madeira                                                    | Imagem                    |
| B011 | felleg er fuþ sin bylli fuþorglbasm | Féligr er fuð sinn byrli Fuðorglbasm. | A buceta é linda, que o pau a encha! | Bastão de madeira                                                    | Imagem                    |
| B012 | inra | ... inr á | ... -inr possui | Bastão de madeira                                                    | Imagem                    |
| B013 | mikæl petr ioanes andres lafranz tomas olafr klemet nikulas allerhælger mengiætaimin notouk dahilfsminsouk salokuþsemikoksihni=kuÞkifiosbyrokkafomarih[..[lbemer ethialbemerallegzhlkarh[ ... ] | Mikjáll, Pétr, Jóanes, Andreas, Lafranz, Thomas, Ólafr, Klemetr, Nikulás. Allir helgir menn, gæti mín nótt ok dag, lífs míns ok sálu. Guð sé mik ok signi. Guð gefi oss byr ok gáfu Mariu. H{já}lpi mér Klemetr, hjalpi mér allir Guðs helgir (menn) | Miguel, Pedro, João, André, Laurêncio, Tomé, Olavo, Clemente, Nicolau. Todos os santos, guardem-me noite e dia, minha vida e minha alma. Deus me veja e abençoe. Deus nos dê ... e os dons de Maria. Ajude-me Clemente, ajude-me todos os santos de Deus. | Bastão de madeira com um furo na extremidade                         | Imagem                    |
| B014 | d(el)us | deus (latim) | deus | Pedaço de madeira, feito em uma cruz estreita                        | Imagem                    |
| B015 | iuairfuþo | ... fuþo | ... fuþo | Bastão de madeira                                                    | Imagem                    |
| B017 | ost min kis mik fuþorkhniastbmly | Ást min, kyss mik Fuþorkhniastbmly | Meu amor, me beije Fuþorkhniastbmly | Bastão de madeira                                                    | Imagem                    |
| B020 | blm[- fuþorkhniastblmy | blm[- Fuþorkhniastblmy | Fuþorkhniastblmy | Pedaço estreito de madeira                                           | Imagem                    |
| N634 | o(al)fakris(tu)set(al)faie susetm(ar)iam(ar)cus mateus lucas iohannes mateus lucas | O Alpha, Christus et Alpha Jesus et Maria, Marcus, Mattheus, Lucas, Johannes, Mattheus, Lucas | O Alfa, Cristo e Alfa. Jesus e Maria. Marcos, Mateus, Lucas, João, Mateus, Lucas. | Bastão de madeira com um furo na extremidade                         | Imagem                    |
| B118 | unÞu : mær : ank : Þær : gunnildr : kys mik | Unn þú mér, ann ek þér. Gunnhildr! Kyss mik. Kann ek þik. | Se você me ama, então eu te amo. Gunnhildr! Beije-me, eu lhe conheço bem. | Runekjevle                                                           | Imagem                    |
| B149 | kya : sæhir : atþu : kakhæim : þ(an)sak : (ab)akist(an) : rþis | Gyða segir at þú gakk heim | Gyða lhe diz para ir para casa | Bastão de madeira                                                    | Imagem                    |
| B493 | bylli min un mer an ek Þer af astom auk af | Byrli minn! Unn mér! Ann ek þér af ástum ok af ǫllum huga | Meu amor, me ame! Eu te amo com todo o meu coração e toda a minha mente | Bastão retangular de madeira                                         | Imagem                    |
| B540 | -[...]kisþumik | Kyss þú mik | Beije-me | Tigela curvada de madeira                                            | Imagem                    |
| B644 | an ek sua : kono mans at mer : þyki kaltr æltr: en ek em uinr : uifs þæsua | Ann ek svá konu manz at mér þykkir kaldr eldr. En ek em vinr vífs þessa. | Eu amo tanto a esposa daquele homem que o fogo parece frio para mim. E eu sou o amante daquela mulher | Bastão de madeira                                                    | Imagem                    |

## Outras inscrições interessantes
- Uma das inscrições, listada como N B145, refere-se às Nornas pagãs. Ela tem gravados um verso dróttkvætt escaldo completo e o famoso verso de Virgílio “Omnia vincit amor et nos cedamus amori”.[12]
- A inscrição N B386 foi colocada em um tablete de cera e escondida sob uma camada na qual sem sentido foi escrito. Essa inscrição contém uma mensagem criptografada do período de guerra civil na Noruega medieval (c. 1130-1240) e seu conteúdo diz: “Eu lhe pediria que deixasse seu partido. Envie uma carta em runas para a irmã de Ólafr Hettusveinn. Ela está no convento em Bergen. Peça conselhos a ela e a seus parentes quando quiser chegar a um acordo. Você, certamente, é menos teimoso que o conde.”. O Ólafr mencionado é provavelmente Olav Ugjæva, um pretendente ao trono norueguês, derrotado por Magno V.[13]Inscrição N B257.

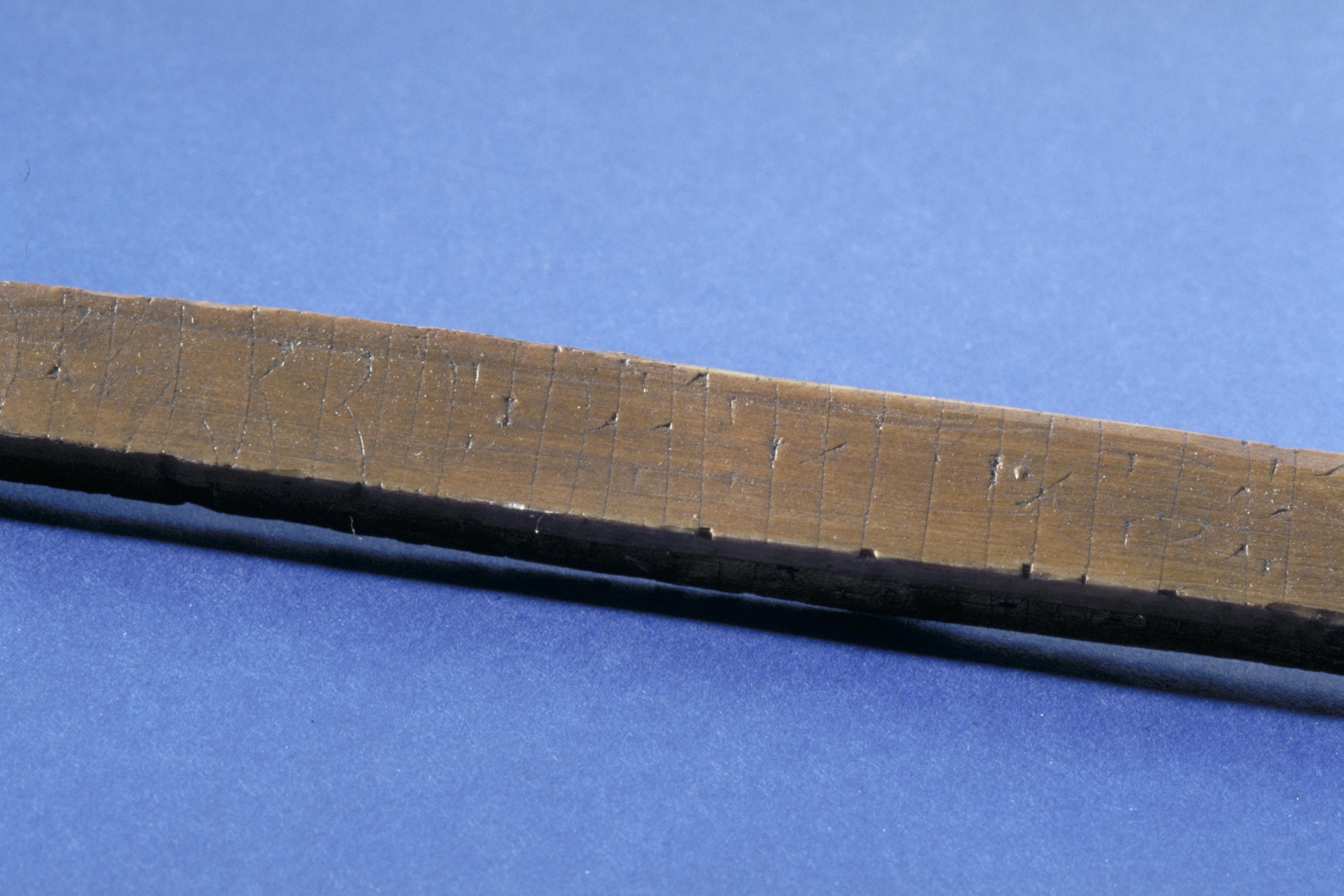
Inscrição N B257.

- N B257 (datado de aproximadamente 1335) é um amuleto poético, aparentemente uma peça de magia amorosa, semelhante em conteúdo a uma maldição no poema eddaico Skírnismál.
- Da mesma forma, o N B380 contém uma inscrição pagã, onde se lê “Que você tenha saúde e bom ânimo. Que Þórr o receba, que Óðinn o possua”.